# Bluebird Days
Bluebird Days — второй студийный альбом американского кантри-певца Джордана Дэвиса, вышедший 17 февраля 2023 года на лейблах MCA Nashville и Interscope Records. Альбому предшествовал выпуск нескольких синглов: «Buy Dirt», «What My World Spins Around», «Next Thing You Know». Лид-сингл «Buy Dirt» был записан при участии Люка Брайана и получил награду «Песня года» Country Music Association Award (2022). Альбом получил золотую сертификацию от Американской ассоциации звукозаписывающих компаний (RIAA).

## История
Bluebird Days — второй альбом Джордана Дэвиса, следующий за его релизом 2018 года Home State. Между этими двумя альбомами он выпустил два мини-альбома: Jordan Davis в 2020 году и Buy Dirt в 2021 году. В них, соответственно, вошли синглы «Almost Maybes» и «Buy Dirt», дуэт с Люком Брайаном, который также вошел в Bluebird Days. Большинство песен альбома Дэвис написал вместе со своим братом Джейкобом, а также с соавтором «Buy Dirt» Мэттом Дженкинсом. Пол ДиДжиованни, ведущий гитарист группы Boys Like Girls, выступил продюсером альбома.
Три сингла с альбома возглавляли радиоэфирный кантри-чарт Billboard Country Airplay: «Buy Dirt» (январь 2022 года), «What My World Spins Around» (январь 2023) и «Tucson Too Late» (май 2024).

## Отзывы
Оценив его в три звезды из пяти, Стивен Томас Эрлевайн из AllMusic написал, что альбом «может иметь мягкий, нежный оттенок, но он выигрывает от того, что Дэвис звучит не так бодро, как на Home State… Это тонкое отличие, но оно делает Bluebird Days более легкой записью для наслаждения».

## Список композиций
| №                   | Название                                          | Автор(ы)                                                 | Длительность |
| ------------------- | ------------------------------------------------- | -------------------------------------------------------- | ------------ |
| 1.                  | «Damn Good Time»                                  | Jordan Davis Matt Dragstrem Chase McGill                 | 2:41         |
| 2.                  | «Money Isn't Real»                                | Jake Mitchell Jameson Rodgers Josh Thompson Sarah Turner | 3:15         |
| 3.                  | «Tucson Too Late»                                 | Jacob Davis Jordan Davis Josh Jenkins Matt Jenkins       | 2:52         |
| 4.                  | «What My World Spins Around»                      | Jordan Davis Dragstrem Ryan Hurd                         | 3:06         |
| 5.                  | «Sunday Saints»                                   | Benjy Davis Jacob Davis Jordan Davis                     | 3:39         |
| 6.                  | «No Time Soon»                                    | Jacob Davis Jordan Davis J. Jenkins M. Jenkins           | 3:21         |
| 7.                  | «You've Got My Number»                            | Jordan Davis Jason Gantt Josh Osborne                    | 2:54         |
| 8.                  | «Next Thing You Know»                             | Jordan Davis Greylan James McGill Osborne                | 2:55         |
| 9.                  | «Fishing Spot»                                    | Will Bundy Jordan Davis Josh Miller Thompson             | 3:27         |
| 10.                 | «One Beer in Front of the Other»                  | Jacob Davis Jordan Davis J. Jenkins M. Jenkins           | 3:05         |
| 11.                 | «Bluebird Days»                                   | Jacob Davis Jordan Davis Josh Dorr Chris LaCorte         | 3:46         |
| 12.                 | «Part of It»                                      | Jacob Davis Jordan Davis Matt McKinney Jason Wheeler     | 3:08         |
| 13.                 | «Short Fuse»                                      | Jordan Davis Paul DiGiovanni Thompson Emily Weisband     | 2:49         |
| 14.                 | «Whiskey Weak»                                    | Jordan Davis DiGiovanni Jamie Paulin                     | 2:45         |
| 15.                 | «Midnight Crisis» (при участии Danielle Bradbery) | Jordan Davis DiGiovanni Derrick Southerland              | 3:23         |
| 16.                 | «What I Wouldn't Do»                              | Matthew McVaney Emily Reid Travis Wood                   | 3:28         |
| 17.                 | «Buy Dirt» (при участии Luke Bryan)               | Jacob Davis Jordan Davis J. Jenkins M. Jenkins           | 2:47         |
| Общая длительность: | Общая длительность:                               | Общая длительность:                                      | 53:33        |

## Чарты
| Чарт (2023)                              | Высшая позиция |
| ---------------------------------------- | -------------- |
| Австралия (ARIA)                         | 92             |
| Австралия Country Albums (ARIA)          | 7              |
| Канада (Canadian Albums Chart)           | 18             |
| Великобритания (UK Country Albums Chart) | 7              |
| США (Billboard 200)                      | 19             |
| США (Billboard Top Country Albums)       | 3              |

| Чарт (2023)                        | Позиция |
| ---------------------------------- | ------- |
| США Billboard 200                  | 116     |
| США Top Country Albums (Billboard) | 22      |

## Сертификации
| Регион                                                                      | Сертификация | Продажи |
| --------------------------------------------------------------------------- | ------------ | ------- |
| США (RIAA)                                                                  | Золотой      | 500 000 |
| Данные о продажах + прослушиваниях приведены только на основе сертификации. |              |         |